# جناح‌ها در حزب جمهوری‌خواه آمریکا
حزب جمهوری‌خواه ایالات متحده آمریکا از جناح‌های متعددی تشکیل شده ولی عموماً نمایندهٔ محافظه‌کاری در ایالات متحده آمریکا است. به هر روی، حزب جمهوریخواه در زمینهٔ ایدئولوژِ و اندیشه اقتصادی و اجتماعی، دارای تنوع است.

## از لحاظ ایدئولوژِی

### محافظه کاران
سنت قدیمی محافظه‌کاری در حزب جمهوری‌خواه، مبتنی بر مخالفت با نیو دیل است، مخصوصاً آن طور که رابرت تافت و پیروانش چون اورت دیرکسن آن را به پیش بردند. آنها با اتحادیه‌های کارگری، مالیات‌های بالا، و مقررات گذاری حکومتی مخالف بودند. اکثراً در سیاست خارجی انزواگرا بودند. آنها در میدوست قوی تر و در ایالت‌های ساحلی ضعیف تر بودند.

#### محافظه کاران مالی
محافظه کاران مالی خواهان کاهش شدید در هزینه کرد دولتی، حساب‌های شخصی برای تأمین اجتماعی و مقررات گذاری کمتر برای اقتصاد هستند. بسیاری از این محافظه کاران حامی اقتصاد جانب عرضه هستند. پیش از ۱۹۳۰ جناح‌های شمال شرقی حامل تولید حزب جمهوریخواه شدیداً پایبند به تعرفه‌های بالا بود، ولی از ۱۹۴۵ بیشتر حامی اصول و پیمان‌های تجارت آزاد شده‌است.
محافظه کاران مالی شامل ران پال نماینده سابق، سناتور تد کروز، مایک پنس، فرماندار ایندیانا، سناتور تام کوبرن، استیو فوربز، میچ دنیلز فرماندار سابق ایندیانا، جک کمپ نامزد معاونت ریاست جمهوری در انتخابات ۱۹۹۶، جب بوش فرماندار سابق فلوریدا و مارک سنفورد نماینده مجلس هستند.

#### محافظه کاران اجتماعی
محافظه کاران اجتماعی کسانی هستند که از ارزش‌های سنتی دفاع می‌کنند یا راست مذهبی هستند. بیشتر آنها معتقدند همجسنگرایی گناه است، و اتحاد همجنسگرایانه با طبیعت و خواست خدا مغایر است. همهٔ راست‌های مذهبی اساساً با سقط جنین مخالفند.
مسایل عمدهٔ قانونگذاری این جناح در سال‌های اخیر شامل ازدواج همجنس‌گرایان و مسئله سقط جنین و جلوگیری از پژوهش با پول مالیات دهندگان در زمینهٔ سلول‌های بنیادی جنینی می‌شود. آنها از نقش وسیعتر نهادهای مذهبی در ارائهٔ برنامه‌های رفاهی حمایت کرده‌اند.
راست‌های مذهبی برجستهٔ جمهوریخواه شامل شخصیت‌هایی چون مایک هاکبی فرماندار سابق آرکانزاس، سناتور سابق ریک سنتوروم، سم براونبک فرماندار کانزاس، جان اشکرافت دادستان کل سابق آمریکا و پت رابرتسون شخصیت تلویزیونی است. ائتلاف مسیحیان برای آمریکا از سازمان‌های فعالان راست مذهبی حزب است.
محافظه کاران اجتماعی دربارهٔ تبعیض مثبت مشکوک هستند. آنها از حامیان شدید حقوق اسلحه و مخالف کنترل اسلحه هستند. محافظه کاران اجتماعی ممکن است با مهاجرت غیرقانونی مخالف باشند. آنها حامی اجرای شدیدتر قانون هستند و معمولاً با لیبرترین‌ها مخالف اند.
جرج دبلیو بوش، ترنت لات، ریک پری، و سارا پیلین از جمله محافظه کاران اجتماعی هستند.

#### پلیومحافظه کاران
پلیومحافظه کاران در حوزه سیاسی چندان نمایندگی نمی‌شوند، اما بیش از همه در زمینه انتشارات دیده می‌شوند، مثل دی امریکن کانسروتیو. آنها سنت گرایانی هستند با بی‌اعتمادی شدید نسبت به کشورداری و ایدئولوژی‌های سیاسی مدرن، که دولت مدیریتی می نامندش.
جهان بینی پلیومحافظه کاران هم از نظر اجتماعی و هم از نظر فرهنگی محافظه کارانه است. پلیومحافظه کاران عموماً علاقه‌مند به حقوق اسلحه، جنگ با مواد مخدر و حقوق ایالات و پایبندی به قانون اساسی هستند و با سقط جنین، تبعیض مثبت و ازدواج همجنسگرایان مخالفند. آنان شدیداً منتقد چندگانگی فرهنگی هستند و مسئلهٔ ملی در سیاست آنها کلیدی است. پلیومحافظه کاران شدیداً مخالف مهاجرت غیرقانونی بوده و علاقه‌مند به محدودیت‌های شدید بر مهاجرت قانونی هستند. پلیومحافظه کاران گرایش دارند از نظر اقتصادی ملی‌گرا باشند و از یک خط مشی حمایت گرایانه در قبال تجارت بین‌الملل دفاع می‌کنند.
در سیاست خارجی، آنان هوادار عدم مداخله‌اند. پلیومحافظه کاران برجسته چون پت بیوکنن، از قرارداد تجارت آزاد آمریکای شمالی (نفتا) و نومحافظه کاران که پلیومحافظه کاران معتقدند به حزب جمهوری‌خواه ضربه زده‌اند، انتقاد کرده‌اند. بیوکنن پس از رقابت در انتخابات مقدماتی ریاست جمهوری در ۱۹۹۲ و ۱۹۹۶ حزب جمهوریخواه را ترک کرد و در انتخابات سال ۲۰۰۰ به عنوان نامزد یک حزب سوم رقابت کرد.

#### نومحافظه کاران
نومحافظه‌کاران آمریکا مروج یک سیاست خارجی مداخله گرا به منظور ارتقای دمکراسی و دفاع از اسرائیل هستند. آنها از جمله قویترین حامیان جنگ عراق بودند؛ بسیاری از این «نئوکان‌ها» ابتدائاً لیبرال یا در زمان‌های قدیمی تر در پیوند با حزب دمکرات دانسته می‌شدند. نومحافظه کاران بانی کشاندن حزب جمهوریخواه به یک سیاست بین‌المللی فعال تر دانسته می‌شوند. نومحافظه کاران وقتی احساس کنند اقدام یک جانبه، مثل پراکندن دمکراسی، یک موضع اخلاقی را ارضا می‌کند، به آن تمایل دارند.
سازمان‌های نومحافظه کار عبارتند از پروژه‌ای برای قرن آمریکایی جدید، انستیتو انترپرایز آمریکا، انستیتو هوور و مؤسسه منهتن. نشریات نومحافظه کار عبارتند از ویکلی استاندارد، کامنتری و نشنال افرز. سیاستمداران سرشناس نومحافظه کار عبارتند از پال ولفوویتز قائم مقام سابق وزارت دفاع ایالات متحده آمریکا، دونالد رامسفلد وزیر دفاع سابق، کاندولیزا رایس وزیر امور خارجه سابق، دیک چینی معاون سابق ریییس جمهور، جان بولتون سفیر سابق آمریکا در سازمان ملل، نماینده مجلس پیتر کینگ، سناتورها جان مک‌کین، لیندسی گراهام، و مارکو روبیو و صاحبنظرانی چون بیل کریستول و دیوید فروم.

### میانه‌روها
میانه‌روها در حزب جمهوریخواه گرایش دارند از نظر مالی گاهی محافظه کار، میانه‌رو، یا لیبرال و از نظر اجتماعی لیبرال باشند، گرچه هستند کسانی که از نظر اجتماعی محافظه کار و از نظر مالی مرکزگرا یا لیبرال باشند. میانه‌روها با وجود اشتراک نظر با دیگر جمهوریخواهان از نظر اقتصادی، مثلاً بودجه متوازن، مالیات‌های کمتر، تجارت آزاد و اصلاح نظام رفاهی، با دیگر جمهورخواهان در خصوص برخی مسایل نظیر ازدواج همجنس‌گرایان و سرپرستی فرزند توسط همجنس‌گرایان، سیاست مهاجرتی منعطف تر برای مهاجرین غیرقانونی، قوانین کنترل اسلحه، دسترسی بودجه دولتی برای سقط جنین و غیره اختلاف دارند. در زمینهٔ مسایل سیاست خارجی ممکن است از نومحافظه کاران کمتر جنگ طلب باشند، گرچه ممکن است برخی از آنها نظیر سناتورها جان مک‌کین و لیندسی گراهام با نومحافظه کاران در این زمینه بیش از دیگر جناح‌های حزب اشتراک نظر داشته باشند.
نمونه‌های جمهوریخواهان میانه‌رو عبارتند از میت رامنی، کریس کریستی، جرج دابلیو رامنی، تام کوربت، شلی مور کاپیتو،  سوزان کولینز،  مارک کرک،  لیزا مارکوزکی،  راب پورتمن،  لیندسی گراهام،  جان مک‌کین و جان هوون.

### لیبرترین‌ها
جناح لیبرترین حزب بر بازارهای آزاد، کنترل‌های اجتماعی حداقلی، و عدم مداخله در سیاست خارجی تأکید می‌ورزد.
از جمله آنان می‌توان به سناتور جف فلیک، سناتور رند پال، نماینده مجلس جاستین اماش، نماینده مجلس والتر بی. جونز، نماینده مجلس رائول لابرادور، نماینده مجلس توماس مسی، سناتور بری گلدواتر، سناتور رابرت تافت، نماینده مجلس ران پال، نماینده مجلس مارک سنفورد و کسانی چون کلینت ایستوود اشاره کرد.